# Europeisk hummer
Europeisk hummer (Homarus gammarus) är en art i familjen humrar som förekommer i Europa och norra Afrika.
Individerna blir upp till 60 cm långa och väger upp till 6 kg. De lever i havsområden vid kusten, vanligen till en djup av 50 meter. I sällsynta fall hittas de 150 meter under vattenytan. Europeisk hummer är aktiv på natten och gömmer sig på dagen i håligheter eller sprickor.
Artens utbredningsområde sträcker sig i Atlanten från centrala Norge (Lofoten) över Nordsjön, Engelska kanalen, Frankrike och Iberiska halvön till nordvästra Afrika (Azorerna). Den förekommer även i Medelhavet fram till Kreta samt i västra Svarta havet.
Europeisk hummer äter musslor, mindre kräftdjur och havsborstmaskar. Parningen sker under hösten och sedan förvaras hanens spermatoforer i honans könsorgan. Äggens befruktning sker först under nästa sommar. Larverna simmar de första 5 till 10 veckor i det öppna havet. Individerna blir könsmogna efter 5 till 8 år.